# Váhovce
Váhovce (Hongaars: Vága) is een Slowaakse gemeente in de regio Trnava, en maakt deel uit van het district Galanta.
Váhovce telt 2.114 inwoners. De meerderheid van de bevolking is etnisch Hongaar.
De gemeente is gelegen op de taalgrens, ten noorden van het dorp begint het Slowaakse taalgebied. De gemeente zelf is Hongaarstalig van origine. In 2011 verklaarde 65% van de bevolking te behoren tot de Hongaarse minderheid in Slowakije.